# Красноградський район (1923—2020)
Красногра́дський райо́н — колишній район у західній частині Харківської області з адміністративним центром у місті Краснограді, який існував протягом 1923—2020 років і був ліквідований під час Адміністративно-територіальної реформи в Україні. Населення району становить 44 646 осіб (на 1 лютого 2016 року). Загальна площа району — 985,1 км².

## Географія
Красноградский район був розташований на південному заході Харківської області. Район межував з Валківським, Нововодолазьким, Кегичівським і Зачепилівським районами Харківської області і Карлівським районом Полтавської області.
Типові краєвиди — степ та невеликі ліси. Ґрунти родючі — переважно чорноземи.
Красноград (до 1922 року — Костянтиноград) — місто районного підпорядкування, центр Красноградського району, розташоване на р. Берестовій, за 101 км від Харкова.
Сьогоденний Красноград — сучасне гарно сплановане місто. Його загальна площа становить 1073,28 га. У Краснограді 55 вулиць та 30 провулків загальною довжиною 66,8 км.
Рівень газифікації міста становить понад 93 %, рівень електрифікації — 100 %, забезпечення водою — 75 %.
У районі одна міська і 13 сільських рад, яким підпорядковано 56 населених пунктів.

## Історія

### Російська імперія
Початком заснування міста було спорудження у 1731—1733 роках Більовської фортеці у складі так званої Української лінії. Автором проекту, за яким спорудили Українську лінію, був генерал Вейсбах. Відомо, що у 1730 році він подав до уряду проект про зміцнення південних кордонів Російської держави. Військова колегія 25 травня 1730 року доручила генералу фортифікації Дебреньї вивчити місцевість між річками Ореллю і Сіверським Дінцем з метою спорудження там укріпленої лінії.
Будувалася Українська лінія протягом 1731—1733 років. Проте роботи по її зміцненню та розширенню проводились й пізніше.
Десята фортеця Української оборонної лінії, закладена 11 серпня 1731 року генералом Таракановим, стала першою спорудою майбутнього міста. Будівництво фортеці завершили 20 жовтня того ж року.
На цьому місті у 1733 році розмістився один з 20 ландміліцьких полків, який був сформований у місті Більові Тульської губернії. Від назви міста Більова одержав назву полк, а фортеця, в якій він оселився, стала називатися Більовською.
Залишки фортеці збереглися до наших днів. В 1778 році Більовська фортеця стала повітовим центром Азовської губернії. На цей час вона втратила будь-яке оборонне значення і Указом Катерини II у 1784 році на честь внука імператриці Костянтина була перейменована на місто Костянтиноград.
За півстоліття (1731—1784 рр.) навколо Більовської фортеці виросло містечко в якому проживало 617 чоловік, налічувалося 130 будинків, 3 кузні, близько 20 крамниць, кілька шинків; щорічно проводилося 3 ярмарки.
З 1802 року місто стає повітовим центром новоутвореної Полтавської губернії. Місто поволі зростає і вже в 90-ті роки XIX століття тут існувало 26 промислових підприємств, на яких працювало 379 робітників.
У 1895—1897 роках в повіті будується залізниця Полтава-Костянтиноград-Лозова, яка досить істотно посприяла розвитку сільського господарства й промисловості повіту. В 1898 році в Костянтинограді побудували залізничну станцію.

### Радянська окупація
Під час визвольних змагань у районі кілька разів змінювалась влада. Після остаточного приходу радянських окупантів Костянтиноград перейменували на Красноград, на честь нагородження у грудні 1922 року міста орденом Трудового Червоного Прапора.
У 1923 році в результаті адміністративно-територіальної реформи Красноград став окружним центром Полтавської губернії. У квітні 1925 року внаслідок переходу до триступеневої системи управління центр-округ-район, було прийняте рішення про ліквідацію Красноградського округу, місто Красноград стало райцентром, а Красноградський район ввійшов до складу Полтавського округу.
У 1932 році, внаслідок поділу території України на області, Красноградський район увійшов до складу Харківської області, а через 34 року, у грудні 1966 року, указом Президії Верховної Ради УРСР з Красноградського були виділені в самостійні райони Зачепилівський і Кегичівський.

### Повоєнні роки
Важливу роль у житті Красноградського району відіграло відкриття у 60-х роках підземних кладових блакитного палива. Перший потужний фонтан газу на Західно-Хрестищенській площі вдарив у червні 1968 року, а у грудні 1970 року природний газ подали до домівок красноградців.

## Адміністративний устрій
Район адміністративно-територіальний поділяється на 1 міську раду та 13 сільських рад, які об'єднують 66 населених пунктів та підпорядковані Красноградській районній раді.

### Населені пункти зняті з обліку
- Новомихайлівка

## Економіка
Красноградщина — сільськогосподарський район. Сільськогосподарські угіддя становлять 79,1 тис. га, із них:
- ріллі — 65,5 тис. га;
- пасовища — 7,7 тис. га.

В районі налічується 29 сільськогосподарських підприємств різної форми власності. Основна спеціалізація району — вирощування зернових і технічних культур, вирощування великої рогатої худоби м'ясо-молочного напрямку, а також свинарство й птахівництво.
Районна мережа підприємств торгівлі та громадського харчування налічує близько 200 торгових об'єктів, 41 кафе та ресторанів, 71 пунктів надання послуг населенню.

## Транспорт
Від залізничного вузла станції Красноград (до 1964 року — станція Костянтиноград) відходять лінії на Дніпро, Полтаву, Харків і Лозову.
Територією району проходять автомагістралі E105 (Харків-Сімферополь), Красноград-Полтава.

## Населення
Розподіл населення за віком та статтю (2001):
| Стать | Всього | До 15 років | 15-24 | 25-44 | 45-64 | 65-85 | Понад 85 |
| --- | ------ | ----------- | ----- | ----- | ----- | ----- | -------- |
| Чоловіки | 22 564 | 4151        | 3490  | 6856  | 5662  | 2293  | 112      |
| Жінки | 26 638 | 3883        | 3466  | 7158  | 6993  | 4624  | 514      |
| \| Статево-вікова піраміда \| Статево-вікова піраміда \| Статево-вікова піраміда \| \| ----------------------- \| ----------------------- \| ----------------------- \| \| Чоловіки \| Вік \| Жінки \| \| 112 \| 85 + \| 514 \| \| 165 \| 80-84 \| 557 \| \| 479 \| 75-79 \| 1383 \| \| 872 \| 70-74 \| 1493 \| \| 777 \| 65-69 \| 1191 \| \| 1555 \| 60-64 \| 2250 \| \| 901 \| 55-59 \| 1125 \| \| 1539 \| 50-54 \| 1781 \| \| 1667 \| 45-49 \| 1837 \| \| 1911 \| 40-44 \| 2051 \| \| 1675 \| 35-39 \| 1833 \| \| 1585 \| 30-34 \| 1554 \| \| 1685 \| 25-29 \| 1720 \| \| 1608 \| 20-24 \| 1590 \| \| 1882 \| 15-20 \| 1876 \| \| 1822 \| 10-14 \| 1706 \| \| 1332 \| 5-9 \| 1233 \| \| 997 \| 0-4 \| 944 \| |        |             |       |       |       |       |          |
| Статево-вікова піраміда |        |             |       |       |       |       |          |
| Чоловіки | Вік    | Жінки       |       |       |       |       |          |
| 112 | 85 +   | 514         |       |       |       |       |          |
| 165 | 80-84  | 557         |       |       |       |       |          |
| 479 | 75-79  | 1383        |       |       |       |       |          |
| 872 | 70-74  | 1493        |       |       |       |       |          |
| 777 | 65-69  | 1191        |       |       |       |       |          |
| 1555 | 60-64  | 2250        |       |       |       |       |          |
| 901 | 55-59  | 1125        |       |       |       |       |          |
| 1539 | 50-54  | 1781        |       |       |       |       |          |
| 1667 | 45-49  | 1837        |       |       |       |       |          |
| 1911 | 40-44  | 2051        |       |       |       |       |          |
| 1675 | 35-39  | 1833        |       |       |       |       |          |
| 1585 | 30-34  | 1554        |       |       |       |       |          |
| 1685 | 25-29  | 1720        |       |       |       |       |          |
| 1608 | 20-24  | 1590        |       |       |       |       |          |
| 1882 | 15-20  | 1876        |       |       |       |       |          |
| 1822 | 10-14  | 1706        |       |       |       |       |          |
| 1332 | 5-9    | 1233        |       |       |       |       |          |
| 997 | 0-4    | 944         |       |       |       |       |          |

Національний склад населення за даними перепису 2001 року:
| Національність | Кількість осіб | Відсоток |
| -------------- | -------------- | -------- |
| українці       | 38609          | 78,44 %  |
| росіяни        | 9529           | 19,36 %  |
| білоруси       | 348            | 0,71 %   |
| азербайджанці  | 122            | 0,25 %   |
| молдовани      | 107            | 0,22 %   |
| інші           | 509            | 1,03 %   |

Мовний склад населення за даними перепису 2001 року:
| Мова            | Кількість осіб | Відсоток |
| --------------- | -------------- | -------- |
| українська      | 37980          | 77,16 %  |
| російська       | 10778          | 21,90 %  |
| білоруська      | 125            | 0,25 %   |
| азербайджанська | 90             | 0,18 %   |
| молдовська      | 49             | 0,10 %   |
| інші            | 202            | 0,41 %   |

Населення району — 44,6 тис. ос., з них міських жителів — 21,0 тис. ос., сільських — 23,7 тис. ос.
Густота населення — 45 ос. на 1 км².

## Соціальна сфера
Освіта. Освітній потенціал Красноградського району представлений розгалуженою мережею навчальних закладів дошкільної. Загальної середньої та позашкільної освіти. Загалом, на Красноградщині зараз функціонують 13 закладів дошкільної освіти, 11 з яких входять до складу навчально-виховних комплексів. Потужність ДНЗ розраховане на 1181 місце.
Здобуття середньої освіти в районі забезпечує 21 загальноосвітній навчальний заклад, в тому числі одна гімназія, один ліцей, 11 НВК, 2 заклади загальної середньої освіти І-ІІІ ступенів і 6 закладів загальної середньої освіти І-ІІ ступенів.
Окрема гордість району — позашкільні навчальні заклади: Красноградський районний Центр позашкільної освіти (РЦПО), Красноградський районний Центр дитячої та юнацької творчості (РЦДЮТ), Красноградська дитяча та юнацька спортивна школа (ДЮСШ).
Професійно-технічну освіту здійснюють 4 заклади: Красноградський коледж КЗ «Харківської гуманітарно-педагогічної академії ХОР», Красноградський технікум механізації сільського господарства ім. Ф. Я. Тимошенка, КЗ охорони здоров'я України «Красноградський медичний коледж», Красноградський професійно-технічний ліцей.
Культура. На Красноградщині функціонують 47 закладів культури, з них 40 — розташовані у сільській місцевості.
У місті культурою та дозвіллям красноградців опікуються районний Будинок культури (РБК), районна бібліотека (КРБ), краєзнавчий музей (ККМ), дитяча школа естетичного виховання (ДШЕВ).
Красноградський краєзнавчий музей — один із найстаріших музейних закладів Харківщини, заснований 1922 року відомим українським живописцем, графіком і етнографом П. Д. Мартиновичем. Експозиція музею складається з 3-х відділів: природи, історії та картинної галереї. На території садиби розташований своєрідний музей просто неба: українська хата 19 ст., вітряний млин.
Бібліотеки Красноградщини — складова частина культурної інфраструктури району, інтелектуальна власність громади. У районі діють 25 бібліотек: Красноградська районна бібліотека та районна бібліотека для дітей, Красноградська міська бібліотека та сільські публічні бібліотеки.
Стратегічною метою районної бібліотеки є перетворення закладу на сучасний інформаційно-культурний центр громади, об'єднавши усі 25 бібліотек району у єдину структуру.
Будинок культури організовує і проводе різноманітні форми клубної роботи: дитячі ранки, дискотеки, концерти, конкурсні програми, творчі вечори та ін. Тут успішно діють гуртки художньої самодіяльності, творчі об'єднання, студії, окремі виконавці, творча робота яких направлена на задоволення культурних потреб громади.
Дитяча школа естетичного виховання має музичне та художнє відділення.

## Пам'ятки
У районі знаходиться 286 пам'яток культурної спадщини, з яких історичних — 42, монументального мистецтва — 3 та археології — 241
- Пам'ятки археології Красноградського району
- Пам'ятки історії Красноградського району

## Персоналії
Серед красноградців є й талановиті письменники — О. І. Копиленко, І. Ю. Сенченко, Л. С. Первомайський, А. Ф. Хижняк, І. А. Цюпа, художники — П. Д. Мартинович, А. Г. Домнич, В. І. Красюк, В. В. Скринник, М. О. Ткаченко, О. І. Володченко, а також народний артист Радянського Союзу В. О. Грінченко.
Далеко за межами Красноградщини звучить українська пісня у виконанні ансамблю бандуристів, яким багато років керує заслужений працівник культури України В. М. Волощук.
Значний вклад у науку внесли уродженці Красноградщини учені старшого покоління: медик-епідеміолог, академік Академії Наук УРСР О. В. Корчак-Чепурківський, дослідник в галузі автоматики і телемеханіки, член-кореспондент Академії НАУК УРСР В. М. Михайловський, український радянський стоматолог, заслужений діяч науки УРСР професор О. М. Гофунг, доктор фізико-математичних наук А. Ф. Кованько.
Працюють і вносять свій внесок у науку доктора наук М. П. Панченко, М. В. Черненко, Є. Г. Дубенко, В. М. Хвористинка, Г. М. Удовиченко, В. В. Петренко, В. І. Танцюра, кандидат історичних наук, доцент, проректор по навчальній частині Харківського державного університету Є. П. Пугач, поет і літературний критик, кандидат філологічних наук К. Х. Балабуха.
Для відзначення осіб, які зробили вагомий внесок у соціально-економічний та культурний розвиток Красноградського району, існує почесне звання «Почесні громадяни Красноградщини».